# 松饼球
松饼球，又称苹果片（丹麥語︰Æbleskiver），是丹麥小吃。

## 特点
這種製成圓球狀的粉團約為乒乓球般大小。主要成份包括麵粉、酪漿、牛奶或奶油、雞蛋和糖。昔日多以蘋果或蘋果醬作餡料，現時則以沒有餡料的居多。吃時可蘸紅苺、草莓果醬及糖霜。在丹麥，松饼球於聖誕期間尤為普遍，果醬及糖霜的紅白顏色也很配合節日氣氛。